# La Côte-d'Aime
La Côte-d'Aime foi uma comuna francesa na região administrativa de Auvérnia-Ródano-Alpes, no departamento de Saboia. Estendia-se por uma área de 26,26 km². Em 2010 a comuna tinha 861 habitantes (densidade: 32,8 hab./km²).
Em 1 de janeiro de 2016, foi incorporada à nova comuna de La Plagne-Tarentaise.